# World Trade Center nr. 7
World Trade Center nr. 7 er en bygning på Manhattan i New York, USA, der blev genopbygget på Ground Zero. Ved siden af bliver One World Trade Center(tidligere kendt som Frihedstårnet) bygget, hvor tvillingetårnene stod indtil 11. september 2001 før terrorangrebet.
40°42′47.55″N 74°0′43.2″V / 40.7132083°N 74.012000°V